# Ильмовка (Приморский край)
И́льмовка — село в Лесозаводском городском округе Приморского края России. Основано в 1908 году.

## География
Село находится на берегу реки Малая Тамга (правый приток реки Тамга, бассейн Уссури), на расстоянии 31 км (по прямой) к северо-востоку от города Лесозаводск, административного центра округа.
Дорога к селу Ильмовка идёт на восток от автотрассы А370 «Уссури», перекрёсток к селу находится напротив перекрёстка к селу Пантелеймоновка.

## Население
| 1915 | 2002 | 2007 | 2010 |
| ---- | ---- | ---- | ---- |
| 328  | ↘175 | ↘140 | ↘132 |

## Улицы
В селе имеется одна улица: Центральная.

## Экономика
Жители занимаются сельским хозяйством.